# Calophyllum goniocarpum
Calophyllum goniocarpum là một loài thực vật có hoa thuộc họ Clusiaceae.
Loài này có ở Indonesia và Papua New Guinea.